# Linnaemya fissiglobula
Linnaemya fissiglobula is een vliegensoort uit de familie van de sluipvliegen (Tachinidae). De wetenschappelijke naam van de soort is voor het eerst geldig gepubliceerd in 1895 door Pandelle.